# Българска орнитологическа централа
Българската орнитологическа централа е звено към Института по биоразнообразие и екосистемни изследвания, занимаващо се главно с изучаване миграцията на птиците в България.
Създадена е през 1928 г. Основните ѝ теренни бази се намират на Атанасовското езеро и Драгоманското блато, използва се и базата „Калимок“.

## История
Орнитоцентралата е основана през 1928 г. като част от Царските природонаучни институти. След реструктуриране, през 1947 г. минава към Института по зоология към БАН. Развитието ѝ е преминало под ръководството на орнитолозите Павел Патев, Николай Боев, Стефан Дончев, Мария Паспалева, Димитър Нанкинов. Понастоящем се завежда от доц. д-р Борис Николов.
Текущото лого на Българската орнитологическа централа с изображение на червенокръста лястовица е избрано през 1980 г.

## Дейност
Българската орнитологическа централа изследва миграциите на птиците по метода на опръстеняването. Освен това се изучават и екологията, гнезденето, етологията и др. аспекти от живота на птиците. Централата периодично издава бюлетини, съдържащи данните от пръстените на намерените в България птици, както и данните на опръстанените в страната птици.

### Опръстеняване
Българската орнитологическа централа е координатор на опръстеняването на птици в България и е национален представител в Европейския съюз за опръстеняване на птици EURING. Дейността започва със създаването на централата през 1928 г. са опръстени повече от 600 000 екземпляра от над 230 вида птици. Средногодишният брой хора работещи активно по опръстеняването са около 50, а повече от 700 са регистрираните, много от които доброволци.
Орнитоцентралата издава ежегодно бюлетина Bird Banding Bulletin до 1989 г., който, след дълга пауза, е наследен от Bird Ringing Bulletin през 2008 г. В бюлетина се описва свършената работа по опръстеняването, като последният брой №11 от 2008 г. съдържа доклада за 1987 – 1988.

#### Трудности
В доклада си до EURING, БОЦ неколкократно споменава липсата на достатъчно средства за дейността им, което през годините е довело до намаляване броя на базите и служителите ѝ. Това е и причината до 2009 г. все още да не са издадени докладите за дейността след 1988 г. Орнитоцентралата разчита в голяма степен на доброволното съдействие на други лица. Това включва доброволци по опръстеняването, дарения от пръстени и др.
Освен финансови, Орнитоцентралата изпитва и бюрократични спънки. Въпреки предложенията на БОЦ за изменения в Закона за биологичното разнообразие които да урегулират дейността им, включително издаването на разрешителни за опръстеняване, законът е приет без да се съобрази с нуждите им. В сегашния си вид, законът изисква разрешително от министъра на околната среда и водите за улавянето на застрашени видове птици или за използването на неселективни методи за улавянето на каквито и да било птици. При това, в разрешителното трябва да се посочат видовете животни, броят екземпляри, времето и мястото на улавянето им (Чл. 49 от ЗБР). А това са все неща които не могат да се определят предварително, дори повече – именно установяването на видовия състав и числеността е целта на самото улавяне на птиците.

### Школа по орнитология и природозащита
От 1989 г. Орнитоцентралата провежда ежегоден безплатен курс в своята Школа по орнитология и природозащита. Лекциите са онагледени с аудио и визуални средства и представят разнообразието на българската орнитофауна. Организират се и екскурзии сред природата. От сезон 2018/2019 г. школата е именувана в чест на проф. Димитър Нанкинов.